# Jolicoeur (stanice metra v Montréalu)
Jolicoeur je jedna z 27 stanic zelené linky montrealského metra (Angrignon – Honoré-Beaugrand), jejíž celková délka je 22,1 km. Variantní pravopis je Jolicœur (tedy o a e spojené do jednoho znaku), ale dnes se již příliš neužívá. Ve směru z jihu na sever je tato stanice v pořadí třetí, v opačném směru dvacátá pátá. Stanice se nachází v hloubce 4,6 m. Její vzdálenost od předchozí stanice Monk činí 1 062,85 metrů a od následující stanice Verdun 761,39 metrů.
Stanice se nachází v západní části montrealského městského obvodu (francouzsky arrondissement) Le Sud-Ouest.
Stanice Jolicoeur byla otevřena 3. září 1978. Projektoval ji architekt Claude Boucher. Jméno této stanici dal kněz Jean-Moïse Jolicoeur, který v této městské části založil v roce 1906 faru (farní úřad) Panny Marie Věčné spásy (francouzsky la paroisse de Notre-Dame du Perpétuel Secours).
Prvních osm stanic směrem od stanice Angrignon včetně stanice Verdun bylo dáno do provozu v roce 1978 a jde tedy o služebně nejmladší část zelené linky. Nejstarší (středová) část linky (od stanice Atwater až po Frontenac, celkem 10 stanic) byla zprovozněna v roce 1966 a zbylá (nejsevernější) část (od stanice Préfontaine až po stanici Honoré-Beaugrand, celkem 9 stanic) v roce 1976.